# Нормън (окръг, Минесота)
Окръг Нормън (на английски: Norman County) е окръг в щата Минесота, Съединени американски щати. Площта му е 2271 km², а населението - 7442 души (2000). Административен център е град Ейда.